# Chlorki
Chlorki – ogólna nazwa związków chemicznych, soli kwasu solnego lub innych związków zawierających chlor.
W chemii nieorganicznej chlorkami nazywa się:
- sole kwasu solnego;
- pochodne kwasów, w których przynajmniej jedna grupa OH została zastąpiona przez atom chloru (chlorki kwasowe).

W chemii organicznej określenie chlorki obejmuje:
- związki organiczne, będące solami (np. chlorki amin czwartorzędowych; sole kwasu solnego i amin niższego rzędu nazywa się chlorowodorkami)
- związki zawierające atom chloru przyłączony bezpośrednio do atomu węgla. Spośród takich związków z ugrupowaniem C-Cl wyróżnić można reaktywne chlorki acylowe, np. chlorek acetylu oraz stosunkowo inertne chlorowe pochodne węglowodorów, np. chlorek winylu.

Większość soli chlorkowych jest dobrze rozpuszczalna w wodzie. Kationy, których chlorki są słabo rozpuszczalne, zostały wyodrębnione w I grupę kationów. Są to: AgCl, PbCl
2 oraz Hg
2Cl
2.
W chemii analitycznej do oznaczania chlorku stosuje się metody: Mohra i Volharda.
Sole chlorkowe zawierają anion chlorkowy: Cl−
. Jony te pełnią ważną funkcję w komórkach organizmów żywych. Działanie enterotoksyny (toksyny przecinkowca cholery) jest związane z zaburzeniem gospodarki jonu Cl−
.
Najbardziej znaną nieorganiczną solą chlorkową jest chlorek sodu, główny składnik soli kuchennej. Jest on również najbardziej powszechną solą rozpuszczoną w oceanach.